# Radosław Kawęcki
Radosław Kawęcki (Głogów, 16 de agosto de 1991) es un militar y deportista polaco que compite en natación, especialista en el estilo espalda.
Ganó dos medallas de plata en el Campeonato Mundial de Natación, en los años 2013 y 2015, y seis medallas en el Campeonato Mundial de Natación en Piscina Corta entre los años 2012 y 2021.
Además, obtuvo cuatro medallas en el Campeonato Europeo de Natación entre los años 2012 y 2018, y diez medallas en el Campeonato Europeo de Natación en Piscina Corta entre los años 2009 y 2021.
Participó en tres Juegos Olímpicos de Verano, entre los años 2012 y 2020, ocupando el cuarto lugar en Londres 2012 y el sexto en Tokio 2020, en la prueba de 200 m espalda.

## Palmarés internacional
| Campeonato Mundial                  | Campeonato Mundial     | Campeonato Mundial | Campeonato Mundial |
| Año                                 | Lugar                  | Medalla            | Prueba             |
| ----------------------------------- | ---------------------- | ------------------ | ------------------ |
| 2013                                | Barcelona (España)     | Medalla de plata   | 200 m espalda      |
| 2015                                | Kazán (Rusia)          | Medalla de plata   | 200 m espalda      |
| Campeonato Mundial en Piscina Corta |                        |                    |                    |
| Año                                 | Lugar                  | Medalla            | Prueba             |
| 2012                                | Estambul (Turquía)     | Medalla de oro     | 200 m espalda      |
| 2014                                | Doha (Catar)           | Medalla de oro     | 200 m espalda      |
| 2014                                | Doha (Catar)           | Medalla de plata   | 100 m espalda      |
| 2016                                | Windsor (Canadá)       | Medalla de oro     | 200 m espalda      |
| 2018                                | Hangzhou (China)       | Medalla de bronce  | 200 m espalda      |
| 2021                                | Abu Dabi (EAU)         | Medalla de oro     | 200 m espalda      |
| Campeonato Europeo                  |                        |                    |                    |
| Año                                 | Lugar                  | Medalla            | Prueba             |
| 2012                                | Debrecen (Hungría)     | Medalla de oro     | 200 m espalda      |
| 2014                                | Berlín (Alemania)      | Medalla de oro     | 200 m espalda      |
| 2016                                | Londres (Reino Unido)  | Medalla de oro     | 200 m espalda      |
| 2018                                | Glasgow (Reino Unido)  | Medalla de plata   | 200 m espalda      |
| Campeonato Europeo en Piscina Corta |                        |                    |                    |
| Año                                 | Lugar                  | Medalla            | Prueba             |
| 2009                                | Estambul (Turquía)     | Medalla de plata   | 200 m espalda      |
| 2011                                | Szczecin (Polonia)     | Medalla de oro     | 100 m espalda      |
| 2011                                | Szczecin (Polonia)     | Medalla de oro     | 200 m espalda      |
| 2012                                | Chartres (Francia)     | Medalla de oro     | 200 m espalda      |
| 2013                                | Herning (Dinamarca)    | Medalla de oro     | 200 m espalda      |
| 2015                                | Netanya (Israel)       | Medalla de oro     | 100 m espalda      |
| 2015                                | Netanya (Israel)       | Medalla de oro     | 200 m espalda      |
| 2017                                | Copenhague (Dinamarca) | Medalla de plata   | 200 m espalda      |
| 2019                                | Glasgow (Reino Unido)  | Medalla de oro     | 200 m espalda      |
| 2021                                | Kazán (Rusia)          | Medalla de oro     | 200 m espalda      |